# Giovanni Battista Cella
(Giuseppe Cesare Abba, da Scritti garibaldini 1907)
Giovanni Battista Cella detto Titta (Udine, 5 settembre 1837 – Udine, 16 novembre 1879) è stato un patriota italiano volontario garibaldino nella spedizione dei Mille e nella guerra del 1866. Prese parte ai Moti di Navarons.

## Biografia
Laureato in legge, combatté con Garibaldi nel 1859, nel 1860, nel 1866 e nel 1867. Nel 1860 partecipò alla spedizione dei Mille. Nel 1864 fu tra i principali promotori della fallita insurrezione del Cadore, detti i Moti di Navarons, come componente della “banda di Majano”.
Nella terza guerra di indipendenza si arruolò volontario nei Bersaglieri Milanesi e come sottotenente, fu il primo soldato italiano a passare il confine di Stato. Difatti si coprì di valore nella battaglia di Ponte Caffaro del 25 giugno ove fu ferito dopo un epico duello a sciabola con un ufficiale austriaco. Il coraggio del Cella fu anche riconosciuto per l'occasione da Garibaldi che scrisse nelle sue Memorie: “Mio caro Cella, in tutte le circostanze voi sarete sempre un valorosissimo e tale foste al Caffaro, nuova gloria per le armi italiane. Vi raccomando caldamente di aver cura della vostra salute, perché tra breve avremo bisogno di voi. Vostro per la vita.  G. Garibaldi”.
Nel 1867 ebbe una parte importante nel tentativo di far insorgere Roma, infatti doveva impadronirsi di Porta San Paolo, ma all'ora fissata si trovò innanzi non i cento romani promessigli, ma cinque soltanto!
Aderì politicamente all'estrema sinistra, ma deluso moralmente e materialmente, il Cella si ferì mortalmente con due colpi di pistola, il 16 novembre 1879, nel cimitero di Udine. Soccorso, morì poco dopo all'ospedale.